# Лютаева, Татьяна Борисовна
Татья́на Бори́совна Люта́ева (род. 12 марта 1965, Новая Каховка, Херсонская область, Украинская ССР, СССР) — советская, литовская и российская актриса театра, кино, телевидения и дубляжа, кинорежиссёр и сценаристка. Заслуженная артистка Российской Федерации (2014). Член Союза кинематографистов России.

## Биография
Родилась 12 марта 1965 года в Новой Каховке (Украинская ССР).
В 1986 году окончила актёрский факультет Всесоюзного государственного института кинематографии имени С. А. Герасимова (ВГИКа) (мастерская Алексея Владимировича Баталова).
В кино впервые снялась в 1987 году в историко-приключенческой картине Светланы Дружининой «Гардемарины, вперёд!», где исполнила одну из главных ролей — роль Анастасии Ягужинской, после чего сразу обрела всесоюзную известность. Яркая и запоминающаяся дебютная работа актрисы не осталась незамеченной, режиссёры начали активно приглашать её сниматься.
Вскоре после окончания съёмок «Гардемаринов» уехала вместе с мужем Олегасом Дитковскисом в Вильнюс (в то время — Литовская ССР), где с января 1988 года по декабрь 2004 год работала в Вильнюсском русском драматическом театре, организовывала фестивали «Русское кино», продолжала сниматься в кино.
В 2004 году вместе с двумя детьми вернулась в Москву и начала активно сниматься в кино и на телевидении.
2 мая 2014 года Указом Президента Российской Федерации В. В. Путина Татьяне Лютаевой присвоено почётное звание «Заслуженный артист Российской Федерации».

## Личная жизнь
Первый муж — Олегас Дитковскис (род. 2 апреля 1955), литовский поэт-песенник, актёр, режиссёр, бард.
Дочь — Агния Дитковските (род. 11 мая 1988), актриса театра и кино. В 2004 году Татьяна вместе с дочерью и сыном переехала в Москву. Выучила литовский язык и, пока дочери не исполнилось 16 лет, общалась с ней в основном по-литовски; имя дочери по паспорту — Агне.
Второй муж — Рокас Раманаускас (род. 1971), литовский режиссёр.
Сын — Доминикас Раманаускас (род. 27 декабря 1999), литовский актёр.

## Творчество

### Роли в театре
- 1989 — «Приглашение на казнь» В. Набокова — Эммочка
- 1989 — «Публике смотреть воспрещается» Ж. Марсана — Франсуаза Вато
- 1990 — «Христос и антихрист» Д. Мережковского — Афроська
- 1991 — «Театр мадемуазель Клерон» — Клерон
- 1991 — «На коже наших зубов» Т. Уайлдера — Сабина
- 1992 — «Эти женщины способны на всё» Р. Ламуре — Жермена Лапюи
- 1995 — «На отшибе мира» Т. Кантора — Мать-Гелена
- 1995 — «Мадемуазель, немедленно одевайтесь!» («Блез») К. Манье — Женевьева
- 1996 — «Скажи, что ты умерла» Р. Раманаускаса по Д. Сэлинджеру — Элоиза
- 1996 — «Укрощение строптивой» У. Шекспира — Катарина
- 1997 — «Сказка идиота» А. Ландсбергиса по роману Ф. Достоевского — Настасья Филипповна
- 1997 — «Дядя Ваня» А. Чехова — Елена Андреевна, жена отставного профессора Серебрякова
- 1998 — «Три сестры» А. Чехова — Ольга, сестра Андрея Прозорова
- 2000 — «Тартюф» Мольера — Эльмира
- 2003 — «Ворон» К. Гоцци — Армилла
- 2007 — «Оскар» К. Манье — Бернадет

### Фильмография

#### Актёрские работы
- 1987 — Гардемарины, вперёд! — Анастасия Павловна Ягужинская, дочь Анны Бестужевой-Рюминой (озвучивает Анна Каменкова)
- 1988 — Дама с попугаем — Милочка
- 1990 — Внимание: Ведьмы! — Клементина
- 1991 — Семь дней после убийства — Лена, старшая генеральская дочь
- 1991 — Похороны на втором этаже — Света
- 1991 — Виват, гардемарины! — Анастасия Павловна Ягужинская, дочь Анны Бестужевой-Рюминой (в титрах — Татьяна Дитковскине; озвучивает Анна Каменкова)
- 1991 — За последней чертой — Ирина, бывшая девушка Виктора Дрёмова
- 1992 — Паутина — Валя
- 1992 — Чёрный квадрат — Алла Тер-Погосян (озвучивает Анна Каменкова)
- 1992 — Над тёмной водой — Клара
- 1993 — Ты есть… — Юлия Петракова, заведующая отделением, любовница Олега
- 1993 — Роль — бывшая жена Андрея
- 1994 — Терра инкогнита / Terra incognita — Элизабет Перкинс
- 1994 — Обаяние дьявола — Саша Щедрина
- 1999 — Двор / Kiemas — Эльвира
- 1999 — Женская собственность — Зоя Борщевская
- 2000 — Маросейка, 12 — мать Ильи
- 2002 — Тайная сила — Хозяйка медной горы
- 2002 — Атлантида — Рита
- 2003 — Крёстный сын — Анжела
- 2003 — Третий вариант — Охриньева
- 2003 — Другая женщина, другой мужчина… — Марина
- 2003 — Жизнь одна — Марьяна
- 2004 — Грехи отцов — Вера Фёдоровна Баженова
- 2004 — Посылка с Марса — Анна-Мария
- 2005 — Дура — Ирина Полушубкова, «прима» театра
- 2005 — Не забывай — Елена Львовна
- 2005 — Умножающий печаль — Людмила, первая жена Серебровского, мать Вани
- 2005 — Есенин — Ольга Константиновна Дитерихс-Толстая, мать Софьи Толстой
- 2005 — Охота на изюбря — Эльвира Заславская
- 2005 — Верёвка из песка — Ирина Игнатьевна
- 2005 — Роман ужасов — Эмма
- 2006 — Волкодав из рода Серых псов — лекарка
- 2006 — Знаки любви — Эльфана
- 2006 — Меченосец — Белла
- 2006 — Жара — мама Алексея
- 2006 — Последний забой — Тамара Михайловна
- 2006 — Последний приказ генерала — Александра
- 2006 — Псевдоним «Албанец» — Екатерина Валерьевна
- 2007 — Возвращение Турецкого (фильм «Кровник») — Татьяна Весенина
- 2007 — Если у Вас нету тёти (Украина) — Марина
- 2007 — Иван Подушкин. Джентльмен сыска 2 — Эстер Петрова, сотрудник уголовного розыска города Ковыльска
- 2007 — Полное дыхание (Россия, Украина) — Ирина
- 2007 — Руд и Сэм — Галина Сергеевна
- 2007 — Я сыщик — Мария Леонидовна Бурковец
- 2008 — Антисекс — директор бассейна
- 2008 — Бородин. Возвращение генерала — Тамара
- 2008 — Деньги для дочери (Россия, Украина) — Нина Петровна Кузнецова, врач «скорой помощи»
- 2008 — Невеста на заказ — мать Максима Дмитриевского
- 2008 — Принцесса цирка — Софья Андреевна Ковалёва
- 2008 — Украсть у… — Алла Васильевна, жена Вихрова
- 2008 — 2011 — Обручальное кольцо — Жанна, подруга Марины Никифоровой
- 2008 — Я лечу — Лидия Гавриловна Жукова, заведующая отделением больницы, сокурсница Степанюги
- 2008 — Фотограф — Анжелина Вайс
- 2009 — Однажды будет любовь — Лариса
- 2009 — Суд — Дарья Максимовна Дронова
- 2009 — Малахольная — Стеняева, мать Нади
- 2009 — Самый лучший фильм 2 — Надежда Васильевна Шевелёва, мать Нади
- 2009 — Человек, который знал всё — Раиса Алексеевна, секретарь
- 2009 — Если нам судьба… — Ольга Николаевна, жена Александра Власова
- 2009 — Грязная работа — Ольга
- 2009 — Пикап: съём без правил — дама в магазине
- 2009 — Предлагаемые обстоятельства — лже-родственница на свадьбе
- 2009 — Я буду жить! — Лариса Танская
- 2010 — Вдовий пароход — Ольга Ивановна Флёрова, пианистка, соседка Анфисы по коммунальной квартире
- 2010 — Услышь моё сердце — Галина Васильевна, мать Кирилла
- 2010 — Тридцать седьмой роман — Ирина Ветлугина
- 2010 — Столица греха — Прошкина, популярная певица
- 2010 — Земский доктор — Марина Леонидовна Караулова, хирург в районной больнице
- 2010 — Обратный путь — Лидия Юрьевна, мать Татьяны
- 2011 — Выкрутасы — подруга Галины Александровны
- 2011 — Метод Лавровой — Антонина Игоревна Лаврова, мать Екатерины Лавровой, вдова генерала
- 2011 — Только ты — Анастасия Беглова, мать Ольги
- 2011 — Откровения — Одинцова
- 2011 — Горячее сердце / Fireheart: The Legend of Tadas Blinda — Констанция, мать Кристины
- 2011 — Дело Крапивиных (серия «Честь офицера») — жена Вересаева
- 2011 — Борис Годунов — хозяйка трактира
- 2011 — Дублёрша — Ольга, бывшая балерина, мать Яна
- 2011 — Зимнее танго — Клавдия Андреевна
- 2011 — Краткий курс счастливой жизни — Ольга, заказчица
- 2011 — Земский доктор. Продолжение — Марина Леонидовна Караулова, хирург в районной больнице
- 2012 — Гольфстрим под айсбергом — взрослая цыганка Лола
- 2012 — Жена Штирлица — Тамара Фёдоровна, мать Татьяны
- 2012 — Земский доктор. Жизнь заново — Марина Леонидовна Караулова
- 2012 — Источник счастья — Лидия Петровна
- 2012 — Любовь для бедных — Софья Петровна Егорова, мать Маруси
- 2012 — Любовь не делится на два — Соня, учитель русского языка и литературы
- 2012 — Метод Лавровой 2 — Антонина Игоревна Лаврова
- 2012 — Нечаянная радость — Лариса Викторовна Курганова, мать Марии
- 2012 — Полина Васильевна и компания — Полина Васильевна
- 2012 — Пять звёзд — Светлана
- 2012 — Русалка — Антонина, мать Кирилла
- 2013 — Агент — Софья
- 2013 — Хочу замуж — мать Варвары
- 2013 — Найти мужа в большом городе — Ирина
- 2013 — Дед 005 — Елена
- 2013 — Людмила — Валентина
- 2013 — Продавец игрушек — мадам Берсен
- 2013 — Земский доктор. Возвращение — Марина Леонидовна Караулова, хирург в районной больнице
- 2013 — 2015 — Мелодия на два голоса — Лина Михайловна
- 2014 — Гетеры майора Соколова — Мария Ковалевская («Графиня»)
- 2014 — Земский доктор. Любовь вопреки — Марина Леонидовна Караулова
- 2014 — Берцы — Надежда
- 2014 — Опыт реконструкции — Нина Марковна, мать Даши
- 2014 — Весёлые ребята;) — Римма Купцова
- 2014 — Домик у реки — Инесса, владелица художественного салона
- 2014 — Сын за отца — Галина, жена Георгия Теодоради, мать Ивана
- 2014 — Сон как жизнь — Ирина Владимировна
- 2014 — Овечка Долли была злая и рано умерла — Нина Громова, бабушка Никиты
- 2014 — 2015 — Степные волки — Лидия Степановна Волкова, член банды
- 2015 — 72 часа — мать Пронина
- 2015 — Метод Фрейда 2 — Надежда, жена Вячеслава Галчанского
- 2015 — Людмила Гурченко — Тамара Фёдоровна Макарова, советская киноактриса
- 2015 — Мамочки — Наталья Юрьевна Жукова, начальник Юли, главный редактор женского журнала «КабLook» (до 19-й серии), бывшая возлюбленная Ильи Борисовича
- 2015 — Сводные судьбы — Раиса
- 2016 — Герой — Ольга Андреевна Чернышёва, княгиня, мать Веры и Ирины, жена Александра
- 2016 — Дом на краю леса — Ирма Альбертовна Гурьева, жена Николая Васильевича, хозяйка дома
- 2016 — Завещание принцессы — мать принца
- 2017 — Анна Каренина. История Вронского — графиня Вронская, мать Алексея Кирилловича
- 2017 — Наживка для ангела — Анна Петровна Пантелеева
- 2017 — Лабиринты — Надежда Борисовна, мать Марины
- 2018 — Синичка — Кира Валерьевна
- 2018 — Синичка 2 — Кира Валерьевна
- 2019 — По разным берегам — Галина Викторовна Козакова, она же Алина Галкина
- 2019 — 2021 — Русские горки — Мира Борисовна
- 2021 — В плену у прошлого — Лариса
- 2022 — Исправление и наказание — Лидия Михайловна Верхоланцева, вторая жена Виктора, мама Марины и Кости
- 2023 — ГДР — мама Нечаева

#### Режиссёрские работы
- 2021 — Камень, ножницы, бумага
- 2022 — Единица Монтевидео[5]

#### Сценарные работы
- 2021 — Камень, ножницы, бумага
- 2022 — Единица Монтевидео (идея)